# Welf-Gerrit Otto

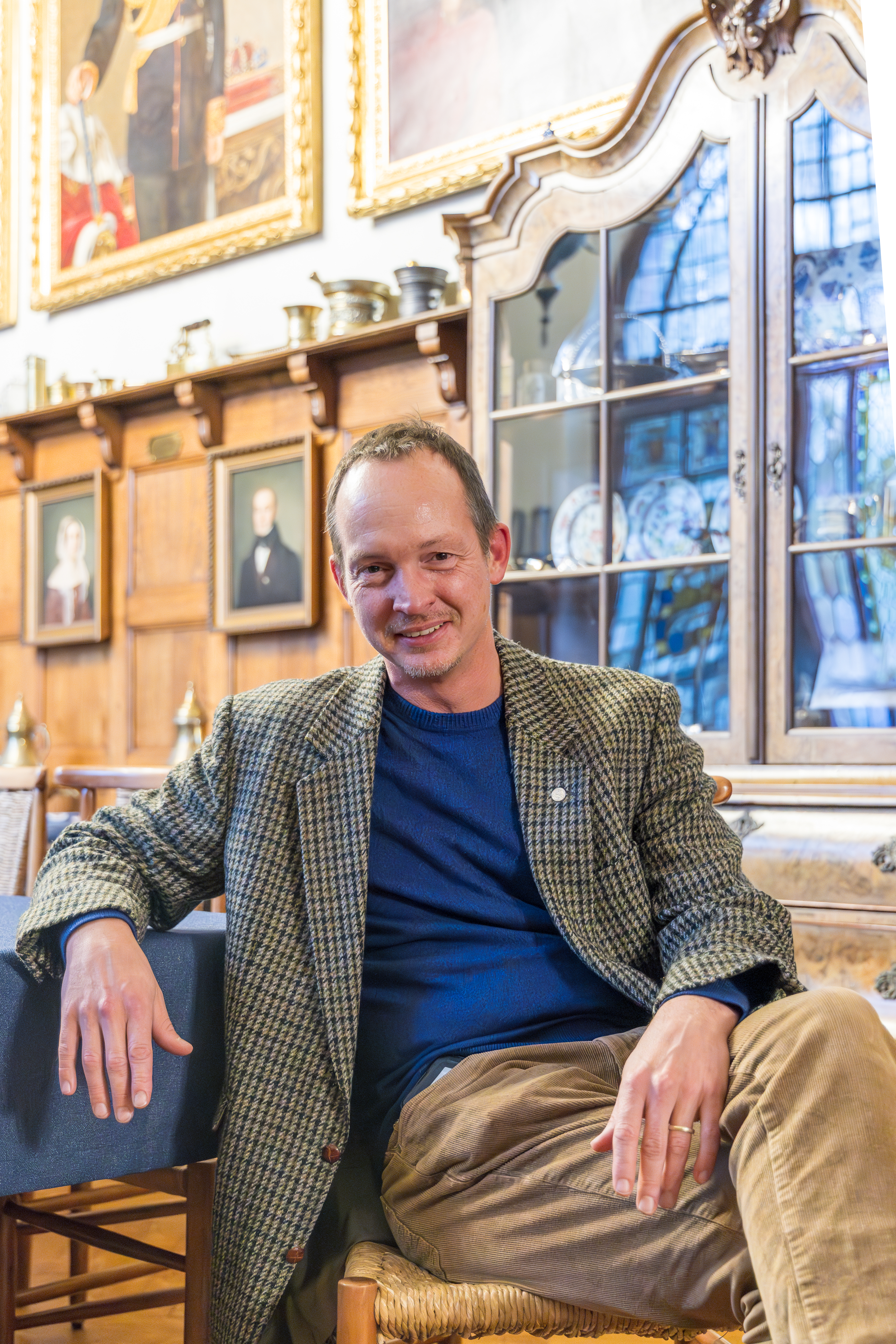
Welf-Gerrit Otto (2024)

Welf-Gerrit Otto (* 15. Mai 1977 in Göttingen) ist ein deutscher Kulturwissenschaftler und Künstler. Seine Projekte und Publikationen sind durch eine interdisziplinäre Herangehensweise geprägt, die wissenschaftliche, künstlerische und pädagogische Elemente miteinander verbindet und sich insbesondere den Beziehungen zwischen Natur und Kultur widmet.

## Leben
Welf-Gerrit Otto wuchs an der Unterweser unweit der Nordseeküste auf. Die von Gezeiten und Sturmfluten geprägte Landschaft zwischen Geest, Marsch und Moor hat starken Einfluss auf sein Schaffen.
Nach dem Abitur 1996 leistete Otto seinen Zivildienst bei der Arbeiterwohlfahrt in Brake, wo er in der Altenpflege tätig war. Anschließend bereiste er verschiedene Länder in Asien und Europa, bevor er sich 1998 an der Albert-Ludwigs-Universität in Freiburg im Breisgau für ein kulturwissenschaftliches Studium einschrieb. 1999 wechselte er an die Philipps-Universität Marburg mit der Fächerkombination Kulturwissenschaft, Ethnologie, Religionsgeschichte. 2004 verfasste Otto eine Magisterarbeit zur Kolonialgeschichte Grönlands. Seine Promotion erfolgte 2013 im Fachbereich Gesellschaftswissenschaften und Philosophie zur populären Darstellung von Multimorbidität, Vulnerabilität und Endlichkeit in der Altersratgeberliteratur der Gegenwart.
Nach Stationen in Berlin, Kiel und Leipzig lebt und arbeitet Otto in Ostfriesland und im Ammerland. Welf-Gerrit Otto ist verheiratet und hat eine Tochter. Er ist der Sohn von Heinz-Joachim Otto.

## Wirken
Seit 2023 leitet Welf-Gerrit Otto die Kulturagentur der Ostfriesischen Landschaft, wo er sich insbesondere für die Vernetzung von Kunst und Kultur in Ostfriesland einsetzt.
Zuvor hatte er eine Reihe von Positionen in der Erwachsenenbildung und im Kulturmanagement inne, darunter etwa als Programmbereichsleiter für Kunst und Gesellschaft an der Volkshochschule und Musikschule Friesland-Wittmund.
Otto ist auch als Dozent und Autor aktiv. Er arbeitet in den Bereichen Erzählforschung (Märchen, Mythen, Sagen) und kulturanthropologische Altersforschung (Narrative Gerontologie).
Als Künstler befasst sich Welf-Gerrit Otto vor allem mit Literatur und Grafik, wobei sich seine Werke oft mit den Wechselwirkungen zwischen Natur und Kultur sowie mit gesellschaftlichen Grenzsituationen auseinandersetzen. Neben seinen wissenschaftlichen Veröffentlichungen publiziert er Essays und Erzählungen, die er selbst illustriert.

## Schriften (Auswahl)
- Im Grünen Kreis. Eine geopoetische Reise. Isensee, Oldenburg 2025, ISBN 978-3-7308-2147-3.
- Blue Marble-Axiom. Kluge Lügen für ein lebenswertes Morgen. Edition Lichtblick Oldenburg. Books on Demand, Hamburg 2025, ISBN 978-3-7693-9853-3
- Alterssexratgeber. Zwischen Emanzipation und Disziplinierung. In: Medien & Altern. Zeitschrift für Forschung und Praxis. Hrsg. von Hartung-Griemberg, A.; Hoffmann, D.; Kübler, H.-D.; Schorb, B; Schwender, C. Heft 24. Juli 2024. S. 96–101. ISSN 2195-3341.
- Madame Bouton & Dr. Knotto. Gemeinsam mit H. Knopf. Underground Comixxx. Mit einem Vorwort von Lothar Englert. m01n Digitalagentur, Aurich 2023. Auch als Online-Publikation.[18]
- Sisyphos. Eine erstaunlich kurze Geschichte der Arbeit. Isensee, Oldenburg 2021, ISBN 978-3-7308-1694-3.
- Das junggeglühte Männlein. Anti-Aging in einem Märchen der Brüder Grimm und was uns das heute zu sagen hat. In: Zimmermann, Harm-Peer / Stiefbold, Simone (Hrsg.): Alter im Märchen. Schriftenreihe Ringvorlesungen der Märchen-Stiftung Walter Kahn. Bd. 18: Zürich. Märchen-Stiftung Walter Kahn, Volkach 2020. S. 246–262, ISBN 978-3-9820250-1-8.
- Highlife in the Bush of Ghosts. Wie eine animistische Weltsicht uns vor dem Untergang bewahren kann. In: Schleswig-Holstein. Die Kulturzeitschrift für den Norden 02/2020. S. 100–113. ISSN 0937-7247.
- Nicht See noch Land. Moor und Mensch im Wandel der Zeit. In: Vom Wert unserer Böden. Wir stehen auf Natur und Kulturerbe. Hrsg. vom Bund Heimat und Umwelt in Deutschland (BHU), Bundesverband für Kultur, Natur und Heimat. BHU, Bonn 2018. S. 41–53, ISBN 978-3-925374-50-0.
- Barbiepuppe mit Atombusen. Kontroverse um eine Skulptur der Frau Holle auf dem Hohen Meißner. In: Schleswig-Holstein. Die Kulturzeitschrift für den Norden. Themenheft II: Mythen/Märchen, 2017, S. 50–55. ISSN 0937-7247.
- Zwischen Leisten und Loslassen – Bilder von Multimorbidität, Vulnerabilität und Endlichkeit in Altersratgeberliteraturen der Gegenwart. Dissertation im Fach Europäische Ethnologie. Universitätsbibliothek Marburg 2013. Auch als Online-Publikation. (online[19])[20]
- The Journey into the Land of Forgetfulnes – Metaphors of Aging and Dementia. (Gemeinsam mit H. Grebe und H.-P. Zimmermann). In: Kriebernegg, U./Maierhofer, R./Mörtl, H. (Hg.): The Ages of Life. Living and Aging in Conflict? Aging in Europe 3. Transcript, Bielefeld 2013. S. 89–106, ISBN 978-3-8376-2212-6.
- Bilder von Elend und Elan (Gemeinsam mit H. Grebe). In: Moderne. Kulturwissenschaftliches Jahrbuch 6 (2010/2011): Mitterbauer, H./Scherke, K. (Hg.): Alter(n). Studien Verlag, Innsbruck 2013. S. 204–210, ISBN 978-3-7065-5051-2.
- Zugewinn im Defizit – Sinnfenster in der populären Rezeption von Demenzen. In: Kruse, A./Rentsch, T./Zimmermann, H.-P. (Hg.): Gutes Leben im hohen Alter – Das Alter in seinen Entwicklungsmöglichkeiten und Entwicklungsgrenzen verstehen. Akademische Verlagsgesellschaft (AKA), Heidelberg 2012. S. 109–120. ISBN 978-3-89838-667-8.
- Entrückte Orte. Zur Popularität der Märchenillustrationen von Otto Ubbelohde in Marburg und Umgebung. In: Hessische Blätter für Volks- und Kulturforschung, NF 44/45. Jonas, Marburg 2008/2009. S. 120–170, ISBN 978-3-89445-414-2.
- Land im Fluß. Die Oldenbroker Wildbahn auf Fotografien von Johann Duis damals und heute. In: Museumsjournal Natur und Mensch. Isensee, Oldenburg 2006. S. 95–117. ISSN 1862-9083.